# 성모당
성모당(聖母堂, 영어: Daegu Holy Mother's Shrine)은 대구광역시 중구 남산로4길 112에 위치한 성당이다. 천주교 대구대교구의 초대 교구장이었던 안세화(安世華, Florian Demange) 주교가 자신의 모국인 프랑스의 루르드에 위치한 성모의 발현지인 마사비엘 동굴을 본따 1917년 7월 착공하여, 1918년 8월 15일 완공한다. 천주교 대구대교구의 성지이며, 대구대교구청 내에 위치하고 있다. 1990년 12월 15일에 대구광역시 유형문화재로 지정되었다.
안세화는 루르드의 성모를 대구대교구의 주보성인으로 먼저 정하고 주교관, 신학교, 성당을 짓기를 희망하였다. 그리고 이 희망이 이루어질 경우 루르드의 성모의 장소인 마사비엘 동굴과 똑같은 동굴을 만들어 성모 마리아에게 봉헌하겠다고 하느님께 약속한다. 그 와중에 동료 선교사가 깊은 병에 걸렸고, 다시금 성모 마리아에 치유 기도를 하게 된다. 이후 동료 선교사의 병이 낫자 성당 완공에 보다 빨리 성모당 건립을 계획하여 1918년 8월 15일에 완공하게 된다.
가능한 한 실제 마사비엘 동굴의 크기와 바위의 세부적인 형상까지 비슷하게 본따 만들었다. 오른쪽 면의 뒷쪽이 안쪽으로 약간 꺾여 들어간 직사각형의 내부를 암굴처럼 꾸미고 그 위에 성모 마리아상을 모셨다. 화강암으로 기초를 쌓았고 흑색벽돌로 각 모서리의 버팀벽을 쌓고, 나머지 벽은 붉은 벽돌로 쌓았다. 각 부분의 비례 구성이 아름답고 벽돌의 짜임이 정교한 건물로 지금까지도 완공 당시의 모습을 잘 간직하고 있다.
성모당의 건축물 상부에는 '1911 EX VOTO IMMACULATAE CONCEPTIONI 1918'라는 글자를 새겨 놓았다. 1911은 대구대교구청이 처음 생긴 해이며, 가운데의 글자는 '원죄없이 잉태하신 성모님과의 약속대로'라는 뜻의 라틴어이다. 1918은 성모당을 완공한 해이다.
성모당에 얽힌 사연으로 인해, 병을 낫게 해 준다는 치유의 장소로 알려져 천주교 신자들의 발길이 끊이지 않는다. 성모당은 2014년부터 대구대교구의 로고에도 사용되고 있다.

## 사진

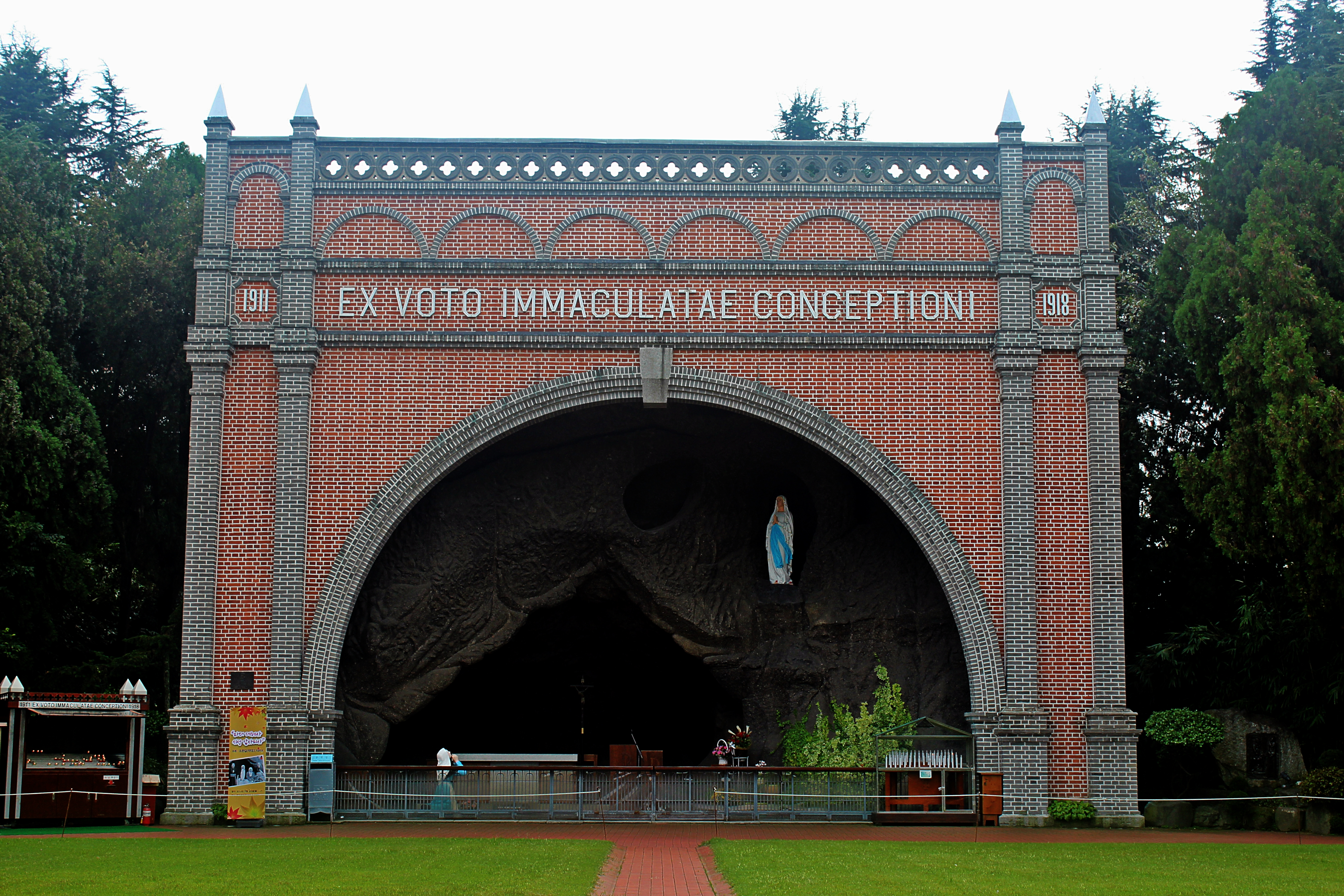
정면 모습
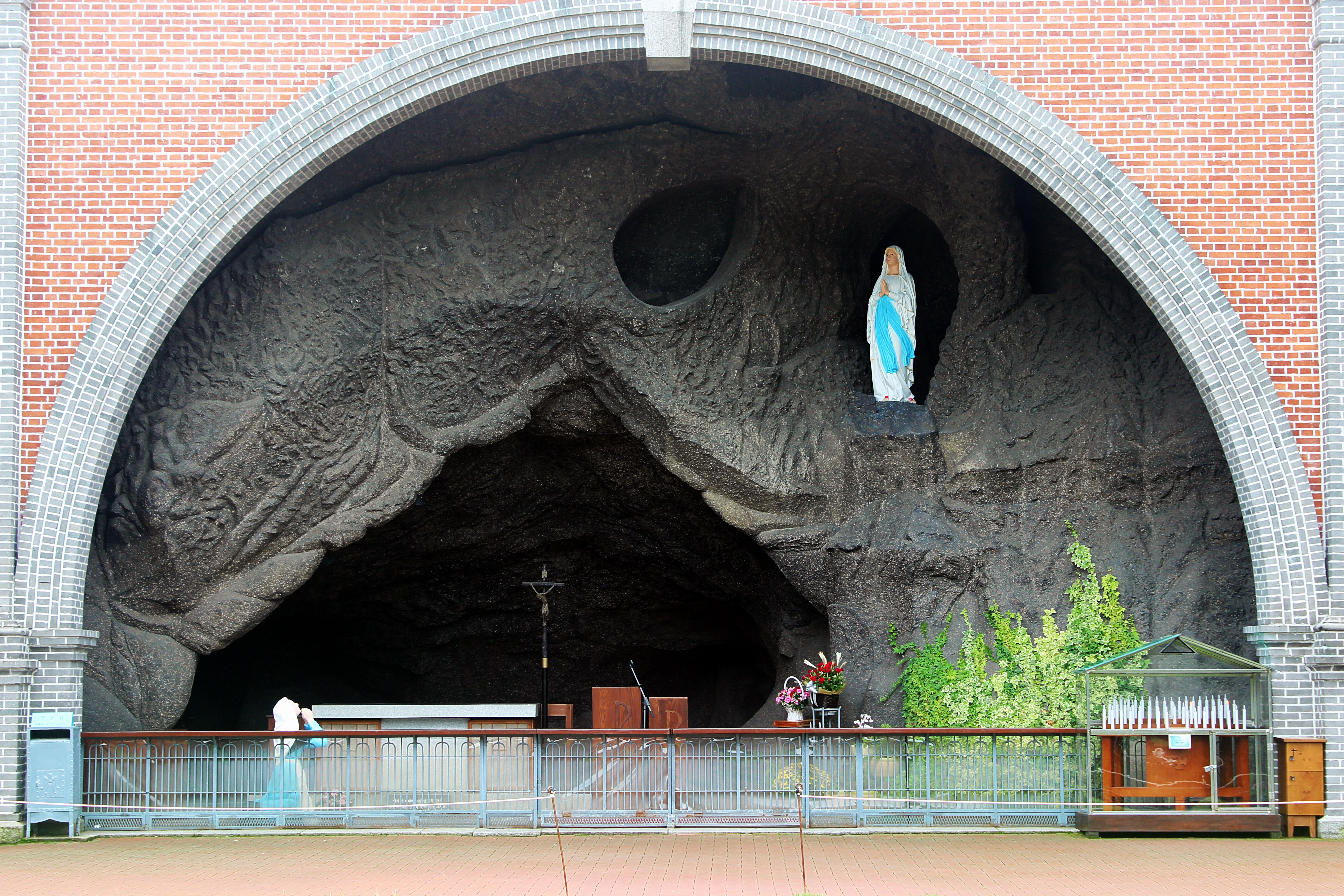
내부의 동굴 모습
대구대교구의 로고에 사용된 성모당의 모습